# Differential Geometry and its Applications
Differential Geometry and its Applications ist eine seit 1991 zweimonatlich in englischer Sprache erscheinende mathematische Fachzeitschrift, die von Elsevier herausgegeben wird.
Sie veröffentlicht Forschungsarbeiten und Überblicksartikel in Differentialgeometrie und in allen interdisziplinären Gebieten der Mathematik, die differentialgeometrische Methoden verwenden und geometrische Strukturen untersuchen. Ihre Hauptgebiete sind Differentialgleichungen auf Mannigfaltigkeiten, globale Analysis, Lie-Gruppen, lokale und globale Differentialgeometrie, Variationsrechnung auf Mannigfaltigkeiten, Topologie von Mannigfaltigkeiten und mathematische Physik.